# Taxi (historieta de Alfonso Font)
Taxi es una serie de historieta de aventuras de contenido feminista desarrollada por el autor español Alfonso Font desde 1987 hasta 1991. Su protagonista homónima, una arriesgada periodista radicada en Barcelona, es probablemente el personaje más popular de su autor.

## Trayectoria editorial
Taxi se publicó originalmente desde el número 77 en adelante de la revista mensual "Cimoc".
Norma Editorial la recopiló en tres álbumes monográficos, dentro de la Colección Cimoc Extra Color: 
- El laberinto del dragón (n.º 47, 1988);[2]
- Un crucero al infierno (n.º 53, 1989);
- La fosa del diablo (n.º 78, 1991).[3]

## Localizaciones
En la serie tiene mucha importancia el paisaje. El primer álbum está localizado en la ciudad condal, y sue ven el puerto, el mercado de La Boquería, el Barrio Gótico de Barcelona y la  Estación de Sants.
El segundo álbum se traslada a África y al desierto del Sahara, donde Taxi obtiene la hospitalidad del pueblo tuareg.
En el último álbum, una historia de narcotráfico en la Costa Brava, aparecen Tosa de Mar y el Parque Güell.